# Frank Radschunat
Frank Radschunat (* 2. September 1958 in Großröhrsdorf; † 9. März 2011) war ein deutscher Politiker (PDS). Er war von 1998 bis 2006 Mitglied im Landtag Sachsen-Anhalt.

## Ausbildung und Leben
Frank Radschunat besuchte bis 1975 die POS und machte nach dem Abschluss der 10. Klasse bis 1978 eine Ausbildung als Elektroinstallateur, 1975 bis 1985 arbeitete er als Elektroinstallateur. 1985 bis 1991 war er Mitarbeiter beim Rat des Kreises Sangerhausen. 1990 studierte er Staatswissenschaften und wurde 1992 bis 1994 Angestellter einer Werbefirma. 1994 bis 1998 war er Wahlkreismitarbeiter von Dr. Uwe-Jens Rössel, MdB (PDS). 
Frank Radschunat war konfessionslos und verheiratet. Er hatte zwei Kinder. Radschunat verstarb am 9. März 2011.

## Politik
Frank Radschunat war seit 1981 Mitglied der SED und seit der Umbenennung 1990 der PDS. 1997 bis 1999 war er Mitglied im Landesvorstand der PDS Sachsen-Anhalt. Seit 1990 war er Stadtverordneter in Sangerhausen und seit 1994 Mitglied des Kreistages Sangerhausen. Seit Juli 2004 amtiere er als 1. Stellvertreter des Vorsitzenden des Stadtrates Sangerhausen. Er wurde bei der Landtagswahl in Sachsen-Anhalt 1998 und 2002 über die Landesliste in den Landtag gewählt. Im Landtag war er Mitglied im Ausschuss für Wohnungswesen, Städtebau und Verkehr.